# Snooker-Saison 1974/75
Die Snooker-Saison 1974/75 war eine Reihe von Snookerturnieren, die der Snooker Main Tour angehörten. Sie begann am 1. August 1974 mit der Australian Professional Championship und endete am 24. Mai 1975 mit dem Ireland Tournament. Während der Saison gab es 27 aktive Spieler.

## Turniere
Während der Saison wurden neun Turniere gespielt.
| Datum                              | Turnier                              | Austragungsort  | Sieger         | Finalgegner    | Ergebnis | Beleg |
| ---------------------------------- | ------------------------------------ | --------------- | -------------- | -------------- | -------- | ----- |
| 1. August bis 30. August 1974      | Australian Professional Championship | Wagga Wagga     | Eddie Charlton | Warren Simpson | 31:10    |       |
| September 1974                     | Canadian Open                        | Toronto         | Cliff Thorburn | Dennis Taylor  | 8:6      |       |
| 7. September bis 22. Dezember 1974 | Watney Open                          | Leeds           | Alex Higgins   | Fred Davis     | 17:11    |       |
| 18. bis 22. November 1974          | Norwich Union Open                   | London          | John Spencer   | Ray Reardon    | 10:9     |       |
| Januar 1975                        | Pot Black                            | Birmingham      | Graham Miles   | Dennis Taylor  | 1:0      |       |
| 13. bis 17. Januar                 | Masters                              | London          | John Spencer   | Ray Reardon    | 9:8      |       |
| 14. April bis 1. Mai               | Snookerweltmeisterschaft             | New South Wales | Ray Reardon    | Eddie Charlton | 31:30    |       |
| Mai 1975                           | Pontins Professional                 | Prestatyn       | Ray Reardon    | John Spencer   | 10:4     |       |
| 24. Mai 1975                       | Ireland Tournament                   | Dublin          | John Spencer   | Alex Higgins   | 9:8      |       |